# 로버트 기욤
로버트 기욤(Robert Guillaume, 1927년 11월 30일 ~ 2017년 10월 24일)은 미국의 배우이다.

## 출연 작품
- 콜럼버스 서클 (2012)
- 조나단 스페리의 비밀 (2008)
- 라이온 킹 1과 1/2 (2004)
- 빅 피쉬 (2003) - 베넷 박사 역
- 13번째 아이 (2002)
- 공룡시대 8 (2001)
- 실리콘 타워 (1999)
- 라이온 킹 2 (1998)
- 프라임 타겟 (1998)
- 꿈을 찾아서 (1996)
- 리틀 프레지던트 (1996)
- 콴텀 66 (1996)
- 스파이 하드 (1996)
- 라이온 킹 - 티몬과 품바 (1995)
- 그레이하운드 (1994)
- 라이온 킹 (1994)
- 유성맞은 슈퍼맨 (1993)
- 지옥의 반담 (1990)
- 펜트하우스 (1989)
- 폭우 속의 참사 (1989)
- 고독한 스승 (1989)
- 내 이름은 브루스 2 (1987)
- 집행자 (1986)
- 남과 북 (1985)
- 핑크빛 소동 (1980)
- 사랑의 유람선 (1977)